# Dermomycoides
Dermomycoides är ett släkte av svampar. Dermomycoides ingår i ordningen Chytridiales, klassen Chytridiomycetes, divisionen pisksvampar och riket svampar.
|               | Endochytriaceae                          |
|               |                                          |
|               | Cladochytriaceae                         |
|               |                                          |
|               | Chytridiaceae                            |
|               |                                          |
|               | Synchytriaceae                           |
|               |                                          |
|               | Dictyomorpha                             |
|               |                                          |
|               | Plasmophagus                             |
|               |                                          |
|               | Myiophagus                               |
|               |                                          |
| Dermomycoides | \| \| Dermomycoides beccarii \| \| \| \| |
|               | \| \| Dermomycoides beccarii \| \| \| \| |
|               | Sagittospora                             |
|               |                                          |
|               | Rhizosiphon                              |
|               |                                          |
|               | Mucophilus                               |
|               |                                          |
|               | Ichthyochytrium                          |
|               |                                          |
|               | Septolpidium                             |
|               |                                          |
|               | Rhizidiocystis                           |
|               |                                          |
|               | Coralliochytrium                         |
|               |                                          |
|               | Trematophlyctis                          |
|               |                                          |
|               | Achlyogeton                              |
|               |                                          |
|               | Achlyella                                |
|               |                                          |
|               | Dermomycoides beccarii                   |
|               |                                          |

|  | Dermomycoides beccarii |
|  |                        |